# Кемпених
Кемпених (нем. Kempenich) — община в Германии, в земле Рейнланд-Пфальц. 
Входит в состав района Арвайлер. Подчиняется управлению Брольталь.  Население составляет 1882 человека (на 31 декабря 2010 года). Занимает площадь 11,91 км².